# Jacques Constant
Jacques Constant (París, Francia; 23 de julio de 1907 – París, Francia; 7 de septiembre de 1981) fue un guionista y director de cine francés que trabajó en su país y en Argentina.

## Biografía
En su país realizó el guion para varias películas y en 1940 dirigió Campement 13. Comenzó luego a dirigir el filme Último refugio con su propio guion y la participación de George Rigaud pero el rodaje se suspendió por la Segunda Guerra Mundial. Entonces emigró a la Argentina y consiguió que los Estudios Baires le encomendaran dirigirla, pero a los pocos días, al darse cuenta la productora de su incompetencia lo sustituyó por John Reinhardt, traído al efecto desde el extranjero, que años atrás había dirigido dos películas de Gardel.
Dirigió entonces, siempre en Argentina, el filme Sinfonía argentina, estrenada en 1942, para Sur Art. Al finalizar la guerra volvió a su país e hizo guiones para otras cuatro películas. 

## Filmografía
Guionista
- Deuda saldada o L'homme et l'enfant  (título original) (1956)
- Leur dernière nuit (1953) (historia corta)
- Les compagnes de la nuit  (1953)
- Demain nous divorçons (1951)
- Sinfonía argentina (1942)
- Último refugio (1941)
- Campement 13 (1940)
- L'inconnue de Monte Carlo (1939)
- S.O.S. Sahara (1938) (argumento)
- Chéri-Bibi (1938)
- La signora di Montecarlo (1938)
- Claudine à l'école  (1937)
- Sarati, le terrible (1937) (argumento)
- La danseuse rouge (1937)
- Franco de port (1937)
- Pépé le Moko (1937) (adaptación)
- Jenny (1936)
- Ferdinand le noceur  (1935)
- La crise est finie (1934)

Director
- Sinfonía argentina (1942)
- Campement 13 (1940)

Diseñador de Producción
- Campement 13 (1940)
- Dédé (1935)

Actuación como él mismo
- Du grand large aux Grands Lacs (1982)